# Melamin
Melamin (2,4,6-triamino-1,3,5-triazin) je organická sloučenina, která se používá při výrobě umělých hmot a průmyslových hnojiv.
Melamin se ve vodě rozpouští jen velmi málo. Hmotnostně obsahuje 66 % dusíku, který se při hoření uvolňuje a tlumí oheň, melamin a jeho soli tak mají využití jako zpomalovače hoření. Někdy je melamin nezákonně přidáván do potravin, aby maskoval nedostatečný obsah bílkovin.

## Historie
Melamin objevil německý chemik Liebig v roce 1834, průmyslová výroba melaminu začala v roce 1939 (American Cyanamid Co). Podle statistiky z roku 2023 bylo ve světě vyrobeno 1240 kilotun melaminové pryskyřice a houby s použitím (%):
lamináty (48), pojivo na dřevo (20), lisovací směs (14), povrstvování (11), ostatní (textil. vlákno aj) (7).

## Toxicita
Melamin je sám o sobě v malých dávkách netoxický, v kombinaci s kyselinou kyanurovou však může vést ke vzniku ledvinových kamenů, protože s ní tvoří nerozpustný melamin kyanurát. Melamin se popisuje jako „Škodlivý při požití, vdechování nebo vstřebání přes kůži. Chronická expozice může vést k rakovině nebo poškození reprodukčních schopností. Dráždí oči, pokožku a dýchací cesty.“ Avšak toxická dávka je srovnatelná s toxickou dávkou kuchyňské soli a LD50 přesahuje 3 gramy na kilogram živé váhy. Vědci z FDA vysvětlili, že se melamin a kyanurová kyselina vstřebávají do krevního řečiště, koncentrují se a interagují v renálních mikrotubulech naplněných močí. Potom krystalizují a vytvářejí velká množství kulatých žlutých krystalů, které blokují a poškozují ledvinné buňky ohraničující mikrotubuly. To vede k selhání ledvin.

### Akutní toxicita
Pro melamin se určuje orální smrtelná dávka (LD50) 3248 mg/kg (na základě údajů zjištěných u potkanů). Melamin je též dráždivý při vdechování a při kontaktu s pokožkou nebo očima. Dermální LD50 u králíků je více než 1000 mg/kg. Ve studii prováděné v roce 1945 byly velké dávky melaminu podávány orálně potkanům, králíkům a psům bez zjištění „významných toxických účinků“.
Studie sovětských vědců z roku 1980 naznačila, že melamin kyanurát, často používaný jako zpomalovač hoření, může být jedovatější než pouhý samotný melamin nebo kyselina kyanurová. Pro potkany a myši je udávaná LD50 melamin kyanurátu 4,1 g/kg (podání do žaludku) a 3,5 g/kg (inhalačně), v porovnání s 6,0 a 4,3 g/kg pro melamin, resp. 7,7 a 3,4 g/kg pro kyanurovou kyselinu.
Toxikologická studie prováděná po výskytech kontaminovaného krmiva (viz níže) učinila závěr, že kombinace melaminu a kyanurové kyseliny v potravě vede u koček k akutnímu ledvinnému selhání.

### Chronická toxicita
Požívání melaminu může vést k poškození reprodukčních schopností nebo ke vzniku kamenů v močovém měchýři nebo v ledvinách, které mohou následně vést k nádorovému bujení.
Studie z roku 1953 udává, že u psů kteří požívali 3% melamin po dobu jednoho roku, nastaly tyto změny moči: (1) snížená měrná hmotnost, (2) zvětšené množství moči, (3) melaminová krystalurie a (4) bílkoviny a okultní krev.
Průzkum objednaný Americkou asociací veterinárních laboratorních diagnostiků (American Association of Veterinary Laboratory Diagnosticians, AAVLD) naznačil, že krystaly tvořící se v ledvinách při přítomnosti kombinace melaminu a kyseliny kyanurové „nelze snadno rozpustit. Mizí pomalu, pokud vůbec, takže tvoří potenciál pro chronickou toxicitu“.

### Stanovení „bezpečné“ dávky
Experti na mezinárodní konferenci v Ottawě, kterou pořádala Světová zdravotnická organizace (WHO) v prosinci 2008, se shodli, že není zatím možné stanovit bezpečný limit melaminu v potravinách. Zároveň však uvedli, že konzumace 0,2 miligramu na kilogram tělesné váhy by člověku neměla škodit.

## Kontaminace potravního řetězce

### Kontaminované krmivo – USA 2007
V roce 2007 došlo v USA k masovým úmrtím domácích zvířat, zejména psů a koček, kterým začaly selhávat ledviny. V březnu 2007 bylo zaznamenáno více než 100 úmrtí a skoro 500 případů selhání ledvin psů a koček. Jako příčina byl identifikován melamin, kterým bylo kontaminováno krmivo dovážené z Číny a jehož obsah se běžně v potravinách a krmivech nesledoval. V reakci na skandál provedly americké úřady aktualizovanou analýzu rizika a byly zavedeny pravidelné testy na obsah melaminu.

### Aféra s kontaminací mléka – Čína 2008
V září 2008 byl v Číně objeven melamin v mléce, nejprve v sušeném mléce pro dětskou výživu. Počet dětí, které kvůli melaminem kontaminovanému mléku měly zdravotní potíže, dosáhl 94 000. Hospitalizováno bylo 47 000 dětí a čtyři děti zemřely. Více než 80 % nemocných dětí bylo mladších dvou let. Později byl melamin prokázán i v konzumním mléce a dalších mléčných výrobcích celé řady výrobců. Producenti mléka přidávali do ředěného mléka melamin, aby zvýšili obsah dusíku, a tím při testech zamaskovali nízký obsah bílkovin.

## Vlastnosti
Relativní permitivita εr je 6.[zdroj?]